# Югославская чёрная волна
Югославская чёрная волна (серб. Црни талас, сербохорв. Crni talas, англ. Yugoslav Black Wave) — художественное направление в кинематографе Югославии. Среди основных особенностей — отказ от метода социалистического реализма, рассмотрение острых социальных проблем, часто с критической точки зрения к действующей власти — титоизму (но не противостояние коммунистической идеологии в целом). Современные критики ограничивают период его подъёма десятилетием между 1963 и 1972 годами. Основные представители — Душан Макаве́ев, Александр Пе́трович, Живоин Па́влович, Желимир Жи́лник и другие.

## Возникновение термина
Термин Чёрная волна не использовался кинематографистами для самоопределения направления. Он возник позже из критических отзывов официальных властей, которые, вероятнее всего, использовали образ из выступления «номенклатурного» литератора Союза коммунистов Югославии Милована Джиласа (позже репрессированного) на V съезде этой партии в защиту социалистического реализма от внешнего влияния: 

В послевоенный период — а должно быть и впредь — в своей идеологической и политической борьбе партия исходила из убеждения, что существуют три источника вражеского влияния на рабочие массы нашей страны. Это влияние чёрной волны империалистической идеологии и пропаганды, влияние свергнутой капиталистической клики… и, наконец, влияние разрушительных буржуазных сил…
Первым применительно к новым тенденциям в кино Югославии 1960-х годов этот термин использовал в газете «Borba» журналист Владимир Джовичич, придерживавшийся официальной коммунистической точки зрения.

## Формирование художественных особенностей
Среди художественных особенностей течения, кроме упомянутых выше, необходимо назвать: нетрадиционные формы изложения сюжета и подачи видеоряда, чёрный юмор, фаталистические финалы. В качестве кульминационного этапа развития направления, вобравшего в себя все эти элементы, специалисты называют выход фильма Жилимира Жильника «Ранние работы».
Современные критики полагают, что направление Югославской чёрной волны в начале 1960-х возникло в противовес абсолютному доминированию социалистического реализма в 1950-е годы. В этом противостоянии оптимизм изложения был заменён на пессимизм, герои — на анти-героев, социальных аутсайдеров, место действия перенесено в урбанистический пригород, а иногда просто на свалку. При этом сербский писатель и журналист Александр Дундерин, например, считает, что искать корни направления только в несогласии с социалистической (коммунистической) властью неверно. Югославская чёрная волна выступает против неизменности, закостенелости общества в широком смысле, вне правящих политических режимов, как это происходило у авторов поэтического реализма во Франции в 1930-х годах, в нуар-кинематографе США конца 1940-х — начала 1950-х годов и даже у отдельных советских и чешских кинематографистов конца 1950-х годов. Кроме того, безусловное взаимное влияние оказали молодые кинематографисты Центральной Европы и набирающие силу направления кинематографа, такие как «чёрные» фильмы польских и венгерских авторов, Чехословацкая новая волна (Милош Форман, Отакар Вавра, Иван Пассер и другие), Новое немецкое кино (Петер Лилиенталь, Райнер Вернер Фасбиндер, Вернер Херцог и другие). Явная эстетическая связь новых тенденций в искусстве Европы позволила ряду критиков называть Чёрную волну Новым Югославским кино.
Серьёзную роль в формировании эстетики новой волны разных стран играла потребность самовыражения. Режиссёров заинтересовал человек сам по себе, вне каких-либо искусственно созданных политических структур и идеологических штампов. На киноэкран пришли элементарные проявления экзистенции — банальные, комичные, убогие, возвышенные, а главное — полностью игнорирующие чужие утилитарные мнения.
Режиссёр Душан Макавеев считает, что основная причина, позволившая сформироваться именно в этот период столь свободному социальному и художественному направлению в кино Югославии, — значительное ослабление с начала 1960-х годов цензурного вмешательства государственных чиновников в творческий процесс. На это в том числе значительно повлиял экономический кризис в кинематографе США. Удорожание процессов съёмок в Америке привело к переносу их в Европу, большей частью в Италию (явление спагетти-вестернов). Италия, в свою очередь, делегировала часть функций в Югославию, где в сельском хозяйстве сохранились большие популяции лошадей, рабочая сила для строительства декораций была недорога и доступна, а правительство практически даром предоставляло военнослужащих в качестве статистов для массовых сцен. Югославские студии были загружены заказами из-за рубежа (в это время, в частности, происходили съёмки таких крупных проектов, как «55 дней в Пекине» и «Корабли викингов»), в результате чего в кинематографическом бюджете образовались свободные денежные ресурсы, и несколько молодых режиссёров получили возможность финансирования съёмок полнометражных художественных проектов. В таком режиме, например, Душан Макавеев снял свои фильмы «Человек не птица» и «Любовная история или трагедия телефонистки». Он вспоминает, что результатами работы молодой творческой группы чиновники, увлечённые сотрудничеством с американскими студиями, практически не интересовались: «они либо не понимали или не беспокоились о том, чем мы занимаемся… А люди, которые понимали, что мы делаем, — любили нас».
Константин Парвулеску, преподаватель истории кинематографа в Университете Тимишоара (Румыния) и Вашингтонского университета (США), точно сформулировал, что «цензура в Югославии 1960-х годов просто расслабилась и утратила контроль в области искусства»

### Александр Петрович

#### «Папоротник и огонь» (1965 год)
Одной из первых работ Югославской чёрной волны стал фильм «Три» Александра Пе́тровича (в прокате СССР «Папоротник и огонь»). Он рассказывает о трёх эпизодах из военного прошлого партизана, а позже офицера югославской армии Милоша Боянича, в каждом из которых он стоит перед выбором жизни и смерти. Картина стала первой в послевоенной истории Югославии, где анализировались роли жертв и палачей, преступления и наказания, что по существующим догмам не могло быть подвергнуто анализу или переосмыслению. Кинопублицист Петар Волк в книге «История югославского кино» утверждает, что фильм является первой работой про национально-освободительную войну, которая полностью отвергает предыдущий опыт и создаёт сильные, открытые метафоры. Удивительно, что фильм, противоречащий официальной точке зрения на героику партизанского движения, был хорошо принят властями, выпущен в прокат стран социалистического лагеря, выдвинут на премию Оскар от Югославии как лучший фильм на иностранном языке.

#### «Скупщики перьев» (1967 год)
«Скупщики перьев» — яркая полнометражная работа Александра Пе́тровича, рассказывающая о жизни и быте современных автору этнических цыган, оседло проживающих на севере Воеводины. Двое мужчин — Бора и Мирта — борются за возможность скупать гусиные перья у местного населения и, одновременно, за внимание местной красавицы Тисы, юной и не по годам развитой девушки. Фильм вобрал в себя не только богатый полудокументальный этнографический материал, но и все основные элементы художественного направления чёрной волны. Отражение нищенского существования цыган (при этом граждан социалистической Югославии) — это откровенно критический, оппозиционный взгляд на реальность, противоречащую декларациям титоизма. Одна из сцен — вспарывание Борой в пьяном угаре мешков с перьями на борту движущегося грузовика — трактуется критиками в том ключе, что мечта о счастливой жизни в «социалистическом рае» разлетается как пух. При этом такое достаточно узкое видение свойственно аналитикам «капиталистического лагеря» и носит некоторый характер существовавшей политической конъюнктуры. Необходимо обратить внимание и на другие особенности направления: сцены пьяных застолий и карточной игры происходят в различные дни, но отображаются, повторяясь, в одном интерьере, в тех же статических позах одних и тех же участников (дробный монтаж, коллаж); в финале происходят надругательство над Тисой, убийство Мирты и вынужденное исчезновение Боры (трагическая концовка). Доктор философии Слободан Нау́мович, доцент философского факультета Белградского университета, считает, что сущность персонажей является антигеройской, но глубоко человеческой. Отдельные маргинальные группы и лица противостоят официальным учреждениям и идеологической суете, что позже станет «торговой маркой» кинематографический риторики Пе́тровича.

### Живоин Па́влович

#### «Когда я буду мёртвым и белым» (1967 год)
«Когда я буду мёртвым и белым» — работа ещё одного автора Чёрной волны Живоина Па́вловича. Чрезвычайно натуралистичная, почти документальная драма о молодом мошеннике Джими Барка. Режиссёр (а впоследствии классик сербской литературы) развивает и обогащает выразительные средства направления: точные детали характеризуют простоту, почти скудность, быта и социальную неустроенность простых граждан. Диалоги, зачастую противоречащие видеоряду, создают атмосферу чёрного юмора, саркастической иронии. Трагический финал — гибель главного героя — ожидаем, более того, неизбежен.
В 1996 году Югославская академия киноискусства назвала фильм пятым из лучших сербских фильмов, снятых с 1947 года. Наряду с фильмом «Пробуждение крыс» эта лента некоторыми источниками называется лучшей работой режиссёра в стилистике Югославской чёрной волны. По утверждению американского режиссёра Джона Шлезингера, фильм произвёл на него сильное впечатление и стал источником вдохновения для создания им картины «Полуночный ковбой».

### Желимир Жилник

#### «Ранние работы» (1969 год)
В аллегорической форме «Ранние работы» рассказывают историю четверых молодых людей (три молодых человека и девушка с говорящим именем Югослава), которые бросили вызов мелкобуржуазной рутине повседневной жизни. Желая «изменить мир», вдохновлённые трудами Карла Маркса, они путешествуют по стране, чтобы «разбудить сознание людей», чтобы призвать их к борьбе за настоящее освобождение.
Картина — отражение взглядов молодого режиссёра на социальные протесты 1968 года, июньские студенческие демонстрации в Белграде и оккупацию Чехословакии в августе того же года. В картине нашли воплощение большинство художественных приёмов Югославской чёрной волны: нетрадиционные формы изложения сюжета и подачи видеоряда (в фильме — дробный монтаж, рваная ритмика, неразрывная связь постановочных сцен с документальными съёмками), рассмотрение социальных проблем с точки зрения, оппозиционной к существовавшей власти (нежелание большинства обывателей сельских районов поддерживать любые радикальные перемены, доходящее до агрессивного противодействия), чёрный юмор (сцена одновременной дефекации героев, сопровождаемая абсурдным в данной ситуации диспутом, неуместное, по любому поводу, цитирование «Капитала»), фаталистические финалы (сговор и предательство в отношении Югославы, её казнь).

### Душан Макавеев

#### «W. R. Мистерии организма» (1971 год)
«W. R. Мистерии организма» — четвёртый полнометражный фильм Душана Маковеева югославского периода творчества. Инициалы W. R. в названии указывают на Вильгельма Райха — австрийского психолога со сложной судьбой, неоднозначной научной и предпринимательской карьерой. Трагическая участь экстравагантного учёного в период его американской эмиграции (был обвинён в использовании незаконных методов лечения и скончался в тюрьме до суда) была положена в основу фильма со значительной долей художественного вымысла.
Картина была отлично принята международными кинокритиками, получила несколько фестивальных наград, а позже включена в программу обучения большинства университетов с киноведческими факультетами.
Кинематографическое исследование теории об оргонической энергии сопровождалось в том числе откровенными сценами демонстрации половых актов (недопустимый в тот период выход за рамки принятого кинематографического языка). Главной героине, являвшейся воплотительницей идей жизни и любви, противостоит советский фигурист с говорящим именем Владимир Ильич — антикоммунистический выпад с откровенной «чёрной» иронией. По сложившемуся почерку данного художественного направления финал мрачен и горестно забавен: спортсмен из СССР отрезает героине голову лезвием конька для фигурного катания.

### Другие авторы
Кроме перечисленных четверых бесспорных лидеров этого художественного направления, современные критики и сами авторы в различных интервью упоминают ещё ряд режиссёров и их фильмы, близкие к Чёрной волне идеологически и по используемым выразительным средствам: Миха По́пович («Человек из дубравы», серб. Човек из храстове шуме, 1963 год, и «Рой», серб. Рој , 1966 год); Джордже Кадиевич («Праздник», 1967 год, и «Поход», 1968 год); Йован Зива́нович («Причину смерти не упоминать», 1968 год); Йован Йованович «Молодой и здоровый, как роза» (1971 год; после двух кинопоказов в год выхода, был возвращён только в 2006 году) и другие.
Хотя лучшие фильмы Югославской чёрной волны были созданы режиссёрами Сербии, кинематографисты Хорватии тоже были участниками этого процесса. Самый известный классический фильм этого направления в Хорватии — «Наручники» (хорв. Lisice, 1969 год) режиссёра Крсто Папича, первым из художественных произведений освещающий разрыв между Тито и Сталиным в 1948 году.

## Политическое преследование
Как упоминалось, начало политического преследования выразителей этого художественного направления восходит к статье в югославской газете «Борьба» от 3 августа 1969 года, подготовленной журналистом Владимир Джовичичем, «Чёрный вал в нашем кино». Он писал: 

Чёрная волна в югославских фильмах систематически искажает настоящее, в котором всё рассматривается через монохромный объектив. Её темами являются неясное и неверное видение реальности, образы насилия, морального вырождения, страданий, непотребство и пошлость.
В 1969—1971 годах преследования колебались от резкой критики до прямой травли в прессе. В 1971—1972 годах все фильмы перечисленных авторов по прямому указанию властей были запрещены к прокату, а единственно возможное государственное финансирование новых проектов прекращено. Книги, в которых режиссёры пытались отстоять свою позицию и право на творчество, по решению суда были изъяты из продажи. В 1972 году дело дошло до прямых угроз физической расправы. Один из знакомых Желимира Жилника показал ему официальное письмо в редакцию газеты, в котором предписывалось не упоминать в любых статьях фамилии Макавеева, Пе́тровича, Павловича и Жилника, за исключением случаев опубликования некрологов об их внезапной кончине. Режиссёр выехал в Германию на следующий же день. В один из дней 1973 года Душан Макавеев случайно обнаружил, что болты крепления колёс на его автомобиле подпилены. Опасаясь дальнейшей мести властей, он экстренно эмигрировал во Францию. Политическая опала продлилась для режиссёров недолго. Каждый из них смог вернуться в Югославию ещё до социально-политических преобразований в Восточной Европе конца XX века.

## Культурное влияние
Критиками отмечается, что хотя диссидентская идеология представителей чёрной волны и лояльные к правительству взгляды Эмира Кустурицы вступают в противоречие, тем не менее, используемые ими художественные выразительные средства имеют неоспоримую схожесть, а культурная близость работ этих кинематографистов очевидна. В разработке тем быта и нравов цыган северной Сербии прямыми продолжателями творчества Пе́тровича являются Горан Паска́левич и Эмир Кустурица, которые сделали их своеобразным кинобрендом Сербии. Но если Паскалевич менее заинтересован социальной и конфликтной тематикой, то Кустурица иногда открыто вступает в противостояние с «благополучным» потребителем западного мира: 

Если вы сами просите нас о безудержной страсти, крови и грязи, то мы дадим вам страсть, кровь и грязь, но не говорите после, что это не то, что вы хотели. И не наша вина, если ваш быт, цивилизованность и бесконечно скучная жизнь теряет смысл по сравнению с жизнью, которую проживаем мы, с болезненными и грязными, но богатыми и полными глубокими человеческими чувствами.
Это высказывание перекликается с посылом об антагонизме культур другого главного выразителя идей чёрной волны — Душана Макавеева, который он привёл в эпиграфе к фильму 1981 года «Монтенегро» (в окончательную редакцию цитата не вошла по настоянию шведского продюсера): 

Этот фильм посвящён новой невидимой нации Европы, занимающей четвёртое место из 11 миллионов иммигрантов и гастарбайтеров, которые переехали на Север, чтобы использовать ваше богатство и состоятельность, и принесли с собой грязные привычки, плохие манеры и запах чеснока.

## Современная критика

### В адрес Пе́тровича
Художественные особенности Югославской чёрной волны вызывали и вызывают не только положительные отзывы теоретиков кино, но подвергаются достаточно резкой критике современных сербских литераторов и культурологов. Одна из главных претензий — отказ от всех нравственных и духовных ценностей нации, в том числе глубокое презрение к Сербской Православной Церкви, что особенно заметно в картине «Скупщики перьев». Этот фильм стал художественно успешным и прославляемым международными критиками. По мнению публициста Александра Дундерина, с тех пор награды на международных кинофестивалях стали удобным аргументом внедрения негативных суждений о Югославии, прежде всего о Сербии. В то же время это был ясный сигнал национальным авторам таких фильмов, чего от них хотят международные «эксперты».
В качестве противопоставления работам Петровича иногда приводятся творчество режиссёра Йована Зива́новича и особенно его фильм «Причину смерти не упоминать» (1968 год), где одновременно с внешней эстетикой Югославской чёрной волны режиссёру удалось показать, по мнению Александра Дундерина, «весь блеск сербского церковного искусства и духовенства». Спор между лентами Йована Зива́новича и Александра Пе́тровича представляет собой конфликт между двумя группировками внутри чёрной волны. Победителем, на взгляд публициста, стал Александр Пе́трович: талант режиссёра обеспечил ему лидерство; мастерство кинематографиста сыграло ключевую роль в воспитании нового поколения сербских художников кино и в создании нового кинематографического вкуса сербских зрителей. Но, по мнению того же критика, фильм носит одну особенность, которая является догмой, — это только один хороший фильм, который критикует и даже преувеличивает недостатки своего народа, который бросает вызов и превращает в фарс любую традицию, духовную, культурную и национальную ценность, в котором патриотизм в искусстве выглядит жалким явлением.

### В адрес Макавеева
Душан Макавеев неоднократно осуждался за слишком вольное толкование или даже искажение идей психолога и психоаналитика Вильгельма Райха, допущенные режиссёром в фильмах «W. R. Мистерии организма» и «Сладкий фильм». Доктор философии Джеймс де Мео, основатель и директор биофизической лаборатории оргонической энергии в штате Орегон, США, обвиняет Макавеева в дешёвой и безграмотной спекуляции на идеях Райха, в попытке их использования для привлечения к себе скандального внимания и прикрытии творческой несостоятельности. По мнению автора, призывы к свободной любви и половая распущенность не имеют ничего общего с идеями Райха о снятии табу с разностороннего сексуального воспитания. Демонстрация сцен обольщения детей вступает в прямое противостояние с работами психоаналитика, который призывал к тщательной защите детей от взрослых растлителей. Джеймс де Мео делает вывод, что Макавеев лишь использует имя Райха, получившего в США скандальную известность, прикрывая этим собственную творческую несостоятельность.
С мнением учёного согласны некоторые кинокритики. Эксперт портала filmcritic.com Кристофер Налл в своей аннотации к выходу в 2007 году DVD-издания фильма «W. R. Мистерии организма» прямо предполагает наличие у Макавеева душевного расстройства. Кинокритик Джон Вебер классифицирует «Сладкий фильм» как «странное, плохое, неприятное, тяжёлое, недопустимое кино». При этом картина «W. R. Мистерии организма» включена в обязательную программу обучения многих высших учебных заведений, специализирующихся на кинематографии.